# Кутківці (Кам'янець-Подільський район)
Кутківці — село в Україні, в Закупненській селищній громаді Кам'янець-Подільського району Хмельницької області.

## Географія
Подільське село Кутківці розкинулось на південному заході України. Через село протікає річка Жванчик. Неподалік села проходить автошлях Р48, на заході межує з селищем Закупне.

### Клімат
Кутківці знаходяться в межах вологого континентального клімату із теплим літом.

## Історія
Перша письмова згадка 1493 року — 25 димів (господарств). Кутківці відносились до королівських земель Кам'янецького староства.
1530 року Кутківці в люстрації не згадані: певно, перед тим були знищені татарами.
1537 року королева Бона Сфорца обміняла Кутківці і Гусятин на Маньківці, які належали Яну Свірчу, гербу Сверчик зі Свірчів.
1559 — є гадка, що Кутківці велике поселення, але мало заселене.
1561 року Ян-старший Свірч дав дозвіл ватаману на осаду нових мешканців.
1565 року Кутківці належать Анні Свірч — Дітріх з Ольховець (Вільхівці), а також Язловецькому — опікуну малолітніх доньок Яна Свірча. Анні належали Кутківці Напольні, а друга частина були Кутківці — Увсє (Вівся).
23 травня 1581 Катерина Свірч передала Кутківці, Вівся, Перліківці Станіславу Потоцькому (пом. 1599).
У 1786-1789 роках у Кутківцях було споруджено мурований костел коштом красноставського старости Августа Кіцького, поміщика Варжеського та парафіян. Храм консекрував єпископ-помічник Львівський Каєтан Кіцький.
У XVII ст. — Кутківці і Гусятин належали Калиновським, пізніше Черминським. З XVIII ст. — Потоцьким. Ще пізніше - Каєтану Ковальковському, в 1770 - Августу Кіцькому (одружений з Маріаною Ковальковською). Потім Станіславу Кіцькому (пом. 1811 в Кутківцях). Пізніше до його сина Яна, донька котрого вийшла заміж за Кучальського, так Кутківці перейшли до Кучальських, а пізніше за борги виставлені на аукціон і куплені Миколою Виноградським. Останнім власником села був Олександр Виноградський.
В 1863 і 1871 рр. тут відбувся виступ селян проти місцевого поміщика. Заворушення селян мало місце також у 1905 році.
Внаслідок поразки Перших визвольних змагань на початку XX століття село надовго окуповане російсько-більшовицькими загарбниками.
Радянська окупація принесла колективізацію та розкуркулення, мешканці села зазнали репресій.
У 1932–1933 роках селяни Кутківців пережили сталінський голодомор.
У 1947 році селяни пережили голод.
З 1991 року — в складі незалежної України.
12 червня 2020 року шляхом об'єднання сільських рад село увійшло до складу Закупненської селищної громади.
17 липня 2020 року, в результаті адміністративно-територіальної реформи та ліквідації Чемеровецького району, село увійшло до складу Кам'янець-Подільського району.

## Економіка
25 липня 2018 року у Чемеровецькому районі Хмельницької області в режимі реального часу відбувся запуск нової фотогальванічної станції (ФЕС) «Кутківці» з піковою потужністю 5,09 МВт.

## Релігія
- Костел Воздвиження Святого Хреста (1786, РКЦ)
- П'ятницька церква (с. Кутківці) єпархіальної архітектури (1873, ПЦУ)

## Населення
Населення становить 1392 осіб на 2001 рік.

### Мова
У селі поширені західноподільська говірка та південноподільська говірка, що відносяться до подільського говору, який належить до південно-західного наріччя.

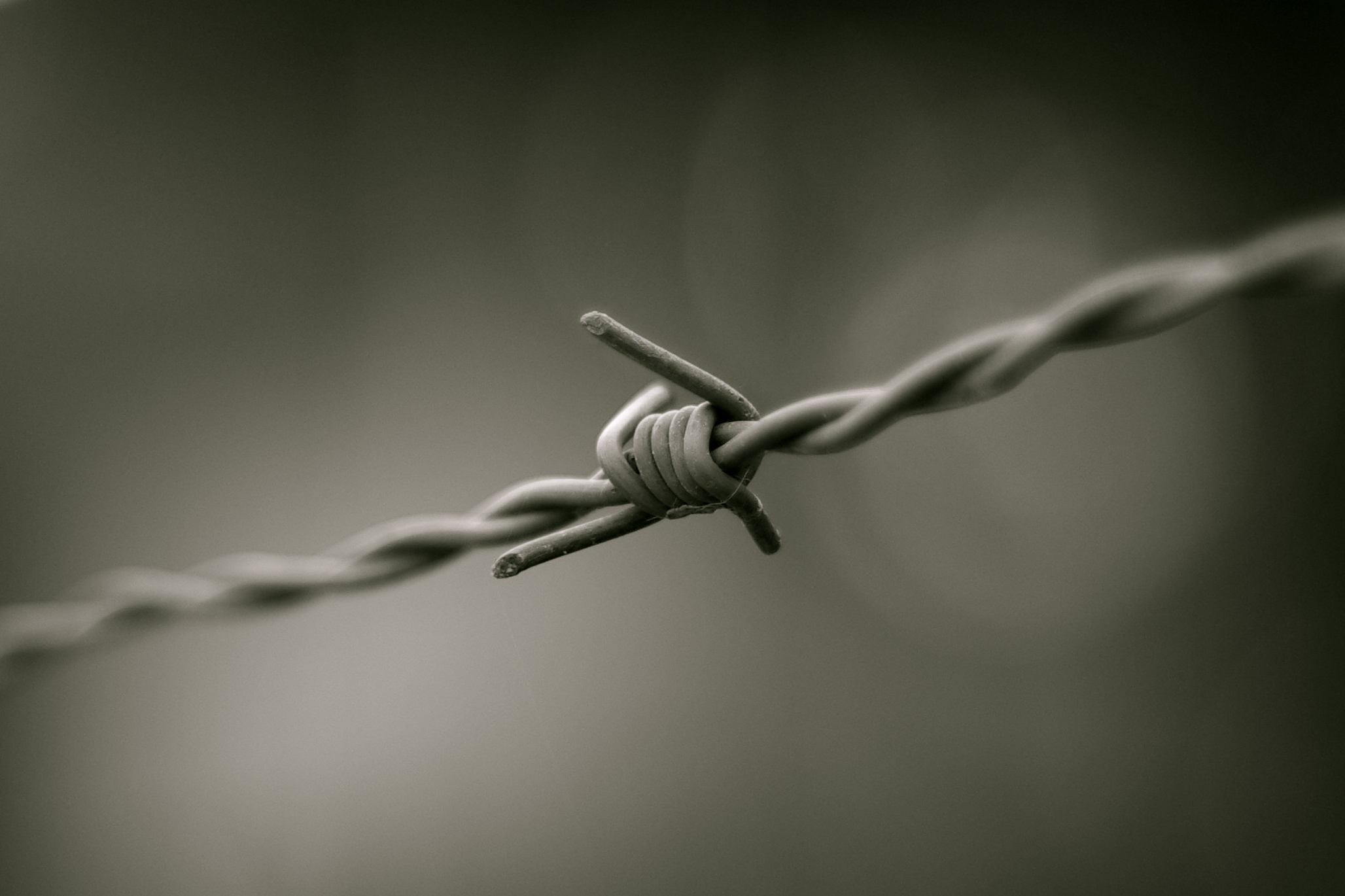
[http://www.reabit.org.ua/nbr/?st=3®ion=&ss=Рудківці&logic=or&f1_type=begins&f1_str=&f2_type=begins&f2_str=&f3_type=begins&f3_str=&f4_from=&f4_till=&f7%5B%5D=all&f14%5B%5D=all#list Національний банк репресованих

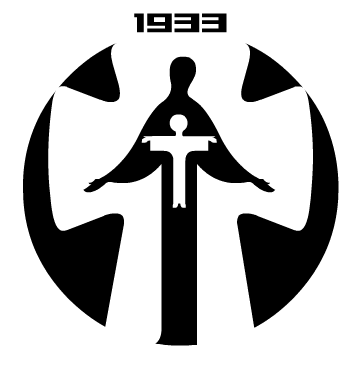
[https://victimsholodomor.org.ua/khmelnytsky/easytable/25-peoples-new.html?start=300 Список жертв Голодомору, Хмельницька область

## Відомі люди

### Народилися
- Пилип Коновал (1888—1959) — єдиний українець — кавалер Хреста Вікторії, найвищої та найпочеснішої нагороди за мужність перед лицем ворога, якою можуть бути нагороджені військові з країн, підлеглих Британській короні.
- Борис Лук'янов (1921—1979) — депутат Верховної Ради УРСР 7-9-го скликань.

### Пов'язані із селом
- Август Кіцький (1754—1824) — шляхтич, шамбелян, посол у Туреччині, секретар короля Станіслава Августа Понятовського.
- Олександр Виноградський (1855—1912) — відомий симфонічний диригент і композитор. Був останнім власником Кутковець. Брат відомого у світі мікробіолога Сергія Миколайовича Виноградського.
- Ян Ладиго (1869—?) — римо-католицький священик, репресований радянською владою. Обслуговував храм Воздвиження Святого Хреста Господнього.
- Задвірняк Максим Євменович -  з1920 по 1923 на парафії у селі Кутківці.
- Йосип Протоцький — педагог, партизан, автор документальної повісті «Друзі мої партизани» (Київ, 1973). До війни працював директором середньої школи.

## Природоохоронні території
Село лежить у межах національного природного парку «Подільські Товтри». На північний схід від села розташована ботанічна пам'ятка природи «Букові дерева».